# بیگارللو
بیگارللو (به ایتالیایی: Bigarello) یک کومونه در ایتالیا است که در استان منتووا واقع شده‌است.

## خصوصیات
بیگارللو ۲۷٫۰ کیلومترمربع مساحت و ۱٬۸۵۰ نفر جمعیت دارد.